# Ponte ponente ponte pì
Ponte ponente ponte pì costituisce l'incipit di una conta rimata italiana, originata da una nota filastrocca francese, Pomme de reinette et pomme d'api. Al pari della comptine originaria, della conta italiana sono attestate diverse varianti.

## Testo
Il testo completo di una delle versioni circolanti è, pressappoco, il seguente:
Si tratta di una filastrocca totalmente desemantizzata, in cui alcuni suoni privi di senso lessicale si combinano con altre parole che ne sono invece dotate (ponte, ponente, Perugia), a formare così un complesso di sintagmi completamente privo di senso.
Una ricerca sulle esecuzioni presenti sulla rete Internet ha fornito almeno 4 diverse varianti.

## Origine
L'origine della conta non è italiana ma francese: essa proviene da una comptine dotata di senso compiuto, diffusa in Francia in varie versioni, tutte a loro volta derivate, attraverso processi orali di adattamento, banalizzazione e corruzione, dal ritornello di una celebre filastrocca francese:
La filastrocca originaria, da cui è tratto e usato il solo ritornello, è Pomme de reinette et pomme d'api in cui una venditrice ambulante di frutta nel mercato coperto di Parigi si trova a decantare le sue mercanzie, venendo alle prese con ladruncolo o un passante dalla mano lunga.